# Liste der Baudenkmäler in Villanders
Die Liste der Baudenkmäler in Villanders (italienisch Villandro) enthält die 19 als Baudenkmäler ausgewiesenen Objekte auf dem Gebiet der Gemeinde Villanders in Südtirol.
Basis ist das im Internet einsehbare offizielle Verzeichnis der Baudenkmäler in Südtirol. Dabei kann es sich beispielsweise um Sakralbauten, Wohnhäuser, Bauernhöfe und Adelsansitze handeln. Die Reihenfolge in dieser Liste orientiert sich an der Bezeichnung, alternativ ist sie auch nach der Adresse oder dem Datum der Unterschutzstellung sortierbar.

## Liste
| Foto |                 | Bezeichnung                                                         | Standort                                                  | Eintragung                   | Beschreibung                                                 | Metadaten                                                |
| ---- | --------------- | ------------------------------------------------------------------- | --------------------------------------------------------- | ---------------------------- | ------------------------------------------------------------ | -------------------------------------------------------- |
| ja   | Datei hochladen | Alter Widum ID: 17819                                               | 46° 37′ 50″ N, 11° 32′ 18″ O                              | 13. Okt. 1981 (BLR-LAB 5892) | Widum/Kanonikerhaus                                          | KG: Villanders Bauparzelle: 162/1, 162/2                 |
| ja   | Datei hochladen | Eisenstecken ID: 17821                                              | 46° 37′ 15″ N, 11° 32′ 12″ O                              | 13. Okt. 1981 (BLR-LAB 5892) | Ländliches Wohnhaus/Bauernhof                                | KG: Villanders Bauparzelle: 192                          |
| ja   | Datei hochladen | Felder ID: 17814                                                    | 46° 38′ 11″ N, 11° 31′ 50″ O                              | 13. Okt. 1981 (BLR-LAB 5892) | Ländliches Wohnhaus/Bauernhof                                | KG: Villanders Bauparzelle: 120                          |
| ja   | Datei hochladen | Gassenschuster ID: 17815                                            | 46° 37′ 56″ N, 11° 32′ 23″ O                              | 13. Okt. 1981 (BLR-LAB 5892) | Ländliches Wohnhaus/Bauernhof                                | KG: Villanders Bauparzelle: 148                          |
| ja   | Datei hochladen | Gasthaus Steinbock ID: 17818                                        | Franz-von-Defregger-Gasse 14 46° 37′ 55″ N, 11° 32′ 25″ O | 14. Dez. 1950 (MD)           | Gasthaus                                                     | KG: Villanders Bauparzelle: 156                          |
| ja   | Datei hochladen | Gravetsch ID: 17813                                                 | 46° 38′ 25″ N, 11° 32′ 50″ O                              | 14. Dez. 1950 (MD)           | Ansitz                                                       | KG: Villanders Bauparzelle: 73                           |
| ja   | Datei hochladen | Kapelle beim Parndle ID: 17826                                      | 46° 38′ 35″ N, 11° 31′ 25″ O                              | 13. Okt. 1981 (BLR-LAB 5892) | Kapelle                                                      | KG: Villanders Bauparzelle: 615                          |
| ja   | Datei hochladen | Kapelle beim Prackfiederer ID: 17825                                | 46° 37′ 38″ N, 11° 30′ 44″ O                              | 11. März 1991 (BLR-LAB 1184) | Kapelle                                                      | KG: Villanders Bauparzelle: 605                          |
| ja   | Datei hochladen | Kobacher ID: 17809                                                  | 46° 37′ 55″ N, 11° 33′ 2″ O                               | 13. Okt. 1981 (BLR-LAB 5892) | Ländliches Wohnhaus/Bauernhof                                | KG: Villanders Bauparzelle: 42                           |
| ja   | Datei hochladen | Kornkasten beim Breitner ID: 17828                                  | 46° 38′ 29″ N, 11° 33′ 22″ O                              | 13. Okt. 1981 (BLR-LAB 5892) | Kornkasten                                                   | KG: Villanders Bauparzelle: 6                            |
| ja   | Datei hochladen | Pardell ID: 17823                                                   | 46° 37′ 40″ N, 11° 31′ 41″ O                              | 14. Dez. 1950 (MD)           | mittelalterlicher Wohnturm, später zu einem Ansitz erweitert | KG: Villanders Bauparzelle: 241                          |
| ja   | Datei hochladen | Pfaltener ID: 17811                                                 | 46° 38′ 20″ N, 11° 33′ 15″ O                              | 13. Okt. 1981 (BLR-LAB 5892) | Ländliches Wohnhaus/Bauernhof                                | KG: Villanders Bauparzelle: 57                           |
| ja   | Datei hochladen | Pfarrkirche St. Stephan mit Friedhofskapelle und Friedhof ID: 17817 | 46° 37′ 59″ N, 11° 32′ 25″ O                              | 13. Okt. 1981 (BLR-LAB 5892) | Kirche                                                       | KG: Villanders Bauparzelle: 150, 151 Grundparzelle: 1169 |
| ja   | Datei hochladen | Rabensteiner ID: 17820                                              | 46° 37′ 48″ N, 11° 32′ 56″ O                              | 14. Dez. 1950 (MD)           | Ländliches Wohnhaus/Bauernhof                                | KG: Villanders Bauparzelle: 170                          |
| ja   | Datei hochladen | St. Anna in Rotlahn ID: 17824                                       | 46° 39′ 13″ N, 11° 32′ 58″ O                              | 13. Okt. 1981 (BLR-LAB 5892) | Kirche                                                       | KG: Villanders Bauparzelle: 283                          |
| ja   | Datei hochladen | St. Moritz in Sauders ID: 17822                                     | 46° 37′ 22″ N, 11° 32′ 2″ O                               | 13. Okt. 1981 (BLR-LAB 5892) | Kirche                                                       | KG: Villanders Bauparzelle: 206                          |
| ja   | Datei hochladen | St. Valentin ID: 17812                                              | 46° 38′ 20″ N, 11° 33′ 14″ O                              | 13. Okt. 1981 (BLR-LAB 5892) | Kirche                                                       | KG: Villanders Bauparzelle: 58                           |
| ja   | Datei hochladen | Sturm ID: 17810                                                     | 46° 38′ 15″ N, 11° 33′ 2″ O                               | 13. Okt. 1981 (BLR-LAB 5892) | Ländliches Wohnhaus/Bauernhof                                | KG: Villanders Bauparzelle: 50                           |
| ja   | Datei hochladen | Totenkirchl ID: 17827                                               | 46° 39′ 34″ N, 11° 26′ 15″ O                              | 13. Okt. 1981 (BLR-LAB 5892) | Kirche                                                       | KG: Villanders Grundparzelle: 3000                       |

Falls bei einem Baudenkmal keine Koordinaten bekannt sind, werden ersatzweise die Katasterdaten zum Zeitpunkt der Unterschutzstellung angegeben. Diese sind weder offiziell noch zwingend aktuell.
Die vom Landesdenkmalamt übernommenen Adressen können veraltet sein.
| Foto:   | Fotografie des Denkmals. Klicken des Fotos erzeugt eine vergrößerte Ansicht. Daneben finden sich zwei Symbole: |
| ID      | Identifikator beim Südtiroler Landesdenkmalamt                                                                 |
| KG      | Katastralgemeinde                                                                                              |
| MD      | Ministerialdekret                                                                                              |
| BLR-LAB | Beschluss der Landesregierung – Landesausschussbeschluss                                                       |